# Хіральний вузол
В теорії вузлів хіральний вузол — це вузол, який не еквівалентний своєму дзеркальному відображенню. Орієнтований вузол, еквівалентний своєму дзеркальному відображенню, називається амфіхіральним вузлом або ахіральним вузлом. Хіральність вузла є інваріантом вузла. Хіральність вузлів можна далі класифікувати в залежності від того, оборотний він чи ні.
Існує лише 5 типів симетрій вузлів, які визначаються хіральністю і оборотністю — повністю хіральний, оборотний, додатно амфіхіральний незворотний, від'ємно амфіхіральний незворотний і повністю амфіхіральний оборотний.

## Історія питання
Хіральність деяких вузлів давно припускалась і доведена Максом Деном 1914 року. П. Г. Тет висловив гіпотезу, що всі амфіхіральні вузли мають парне число перетинів, але Морвен Тіслвейт 1998 року знайшов контрприклад. Однак гіпотеза Тета доведена для простих альтернованих вузлів.
| Число перетинів              | 3 | 4 | 5 | 6 | 7 | 8  | 9  | 10  | 11  | 12   | 13   | 14    | 15     | 16      | OEIS sequence |
| ---------------------------- | - | - | - | - | - | -- | -- | --- | --- | ---- | ---- | ----- | ------ | ------- | ------------- |
| Хіральні вузли               | 1 | 0 | 2 | 2 | 7 | 16 | 49 | 152 | 552 | 2118 | 9988 | 46698 | 253292 | 1387166 | N / A         |
| Двосторонні вузли            | 1 | 0 | 2 | 2 | 7 | 16 | 47 | 125 | 365 | 1015 | 3069 | 8813  | 26712  | 78717   | A051769       |
| Повністю хіральні вузли      | 0 | 0 | 0 | 0 | 0 | 0  | 2  | 27  | 187 | 1103 | 6919 | 37885 | 226580 | 1308449 | A051766       |
| Амфіхіральні вузли           | 0 | 1 | 0 | 1 | 0 | 5  | 0  | 13  | 0   | 58   | 0    | 274   | 1      | 1539    | A052401       |
| Додатно амфіхіральні вузли   | 0 | 0 | 0 | 0 | 0 | 0  | 0  | 0   | 0   | 1    | 0    | 6     | 0      | 65      | A051767       |
| Від'ємно амфіхіральні вузли  | 0 | 0 | 0 | 0 | 0 | 1  | 0  | 6   | 0   | 40   | 0    | 227   | 1      | 1361    | A051768       |
| Повністю амфіхіральніе вузли | 0 | 1 | 0 | 1 | 0 | 4  | 0  | 7   | 0   | 17   | 0    | 41    | 0      | 113     | A052400       |

Обидва можливих трилисники.
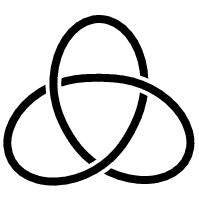
Лівий трилисник.
Правий трилисник.

 Найпростіший хіральний вузол — трилисник, хіральність якого показав Макс Ден. Всі торичні вузли хіральні. Многочлен Александера не може визначити хіральність вузла, а ось многочлен Джонса в деяких випадках може. Якщо V k (q) ≠ V k (q −1), то вузол хіральний, проте зворотне не обов'язково істинне. Многочлен HOMFLY ще краще розпізнає хіральність, але поки не відомо поліноміального інваріанта вузла, який би повністю визначав хіральність.

### Двосторонній вузол
Оборотний хіральний вузол називається двостороннім. Один з прикладів двосторонніх вузлів — трилисник.

### Повністю хіральний вузол
Якщо вузол не еквівалентний ні своєму оберненому, ні своєму дзеркальному образу, він називається повністю хіральним; приклад — вузол 9 32.

## Амфіхіральний вузол

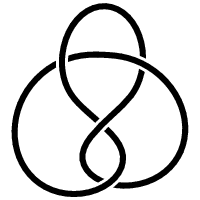
Вісімка є найпростішим амфіхіральним вузлом.

Амфіхіральний вузол— це вузол, який має автогомеоморфізм α 3-сфери, який обертає орієнтацію і фіксує вузол як множину.
Всі амфіхіральні альтерновані вузли мають парне число перетинів . Перший амфіхіральний вузол з непарним числом перетинів, а саме з 15 перетинами, знайшов Хосте (Hoste) та ін.

### Повна амфіхіральність
Якщо вузол ізотопний своєму оберненому і своєму дзеркальному образу, його називають повністю амфіхіральним. Найпростішим вузлом з цією властивістю є вісімка.

### Додатна амфіхіральність
Якщо автогомеоморфізм α зберігає орієнтацію вузла, кажуть про додатну амфіхіральність. Це еквівалентно ізотопності вузла своєму дзеркальному відображенню. Жоден із вузлів з числом перетинів меншим від дванадцяти не є додатно амфіхіральним.

### Від'ємна амфіхіральність

Перший від'ємно амфіхіральний вузол.

Якщо автогомеоморфізм α обертає орієнтацію вузла, кажуть про від'ємну амфіхіральність. Це еквівалентно ізотопності вузла оберненому дзеркальному відображенню. Вузол з цією властивістю з найменшим числом перетинів — це 817.